# Amilly (Eure-et-Loir)
Pour les articles homonymes, voir Amilly.
Amilly est une commune française située dans le département d'Eure-et-Loir en région Centre-Val de Loire.

## Géographie

### Situation
Amilly est située à 7 km à l'ouest de Chartres.

Situation géographique
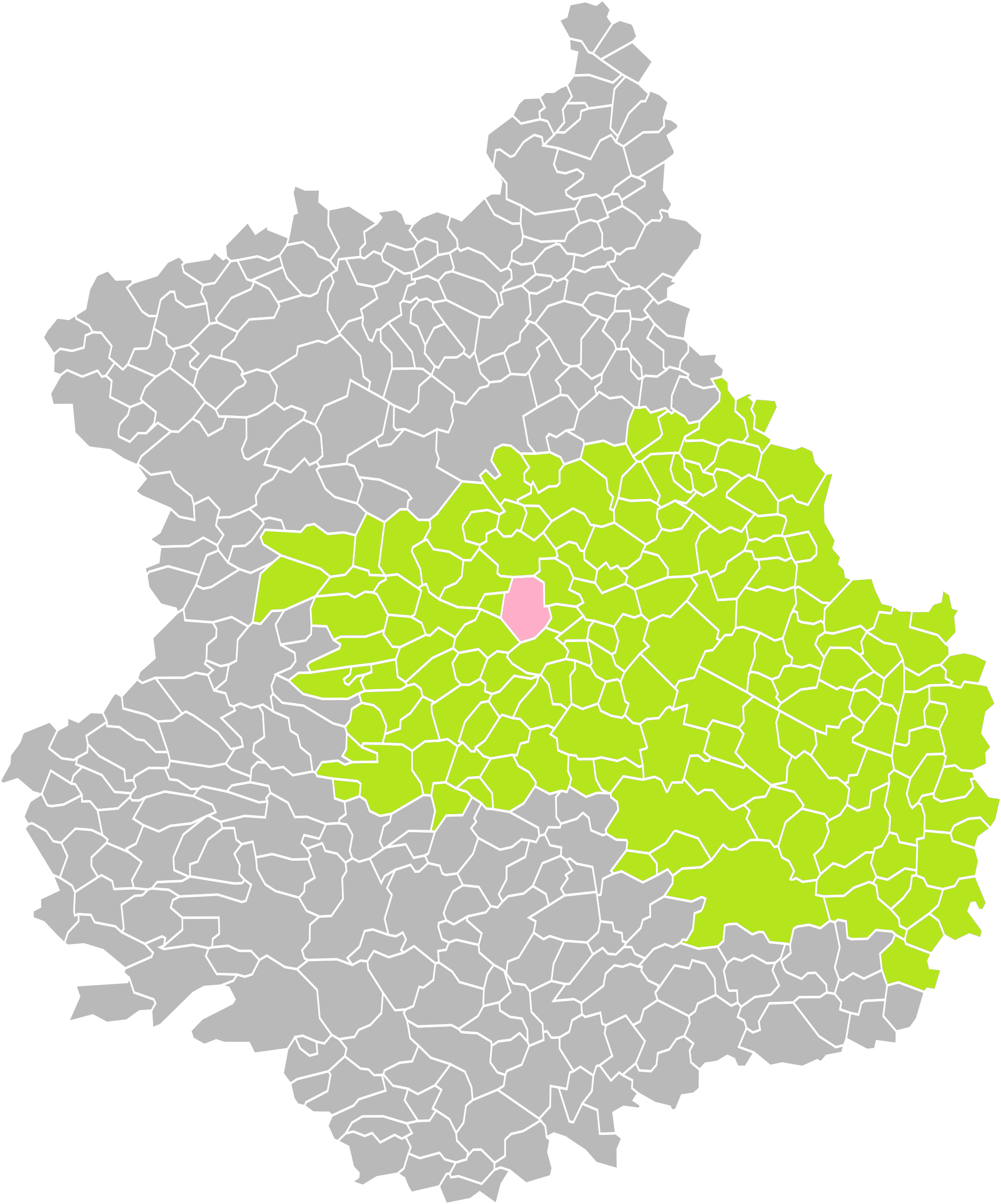
Amilly dans son arrondissement.
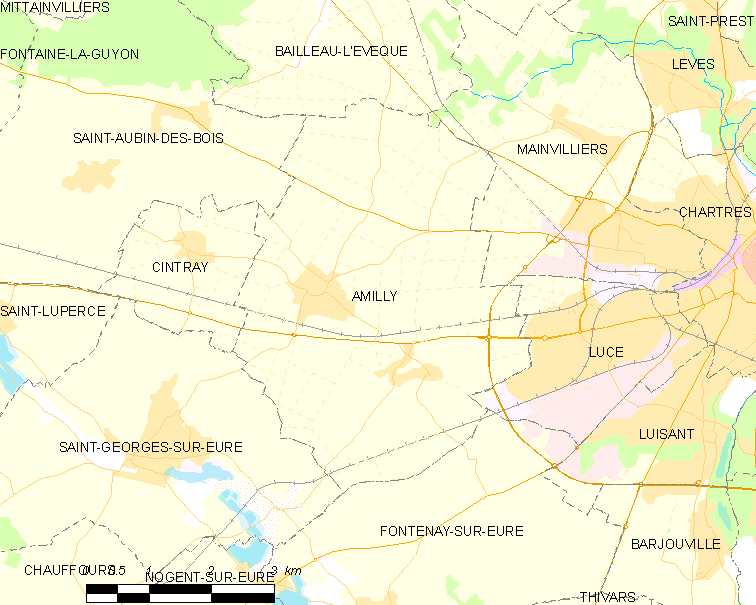
Carte de la commune d'Amilly.

### Communes limitrophes
| Saint-Aubin-des-Bois   | Bailleau-l'Évêque | Mainvilliers |
| Cintray                | Amilly            | Lucé         |
| Saint-Georges-sur-Eure | Fontenay-sur-Eure |              |

### Lieux-dits et écarts
- Mondonville, Dondainville, la Grande Cave, la Noue, le Croc, Ouerray.

### Voies de communication et transports

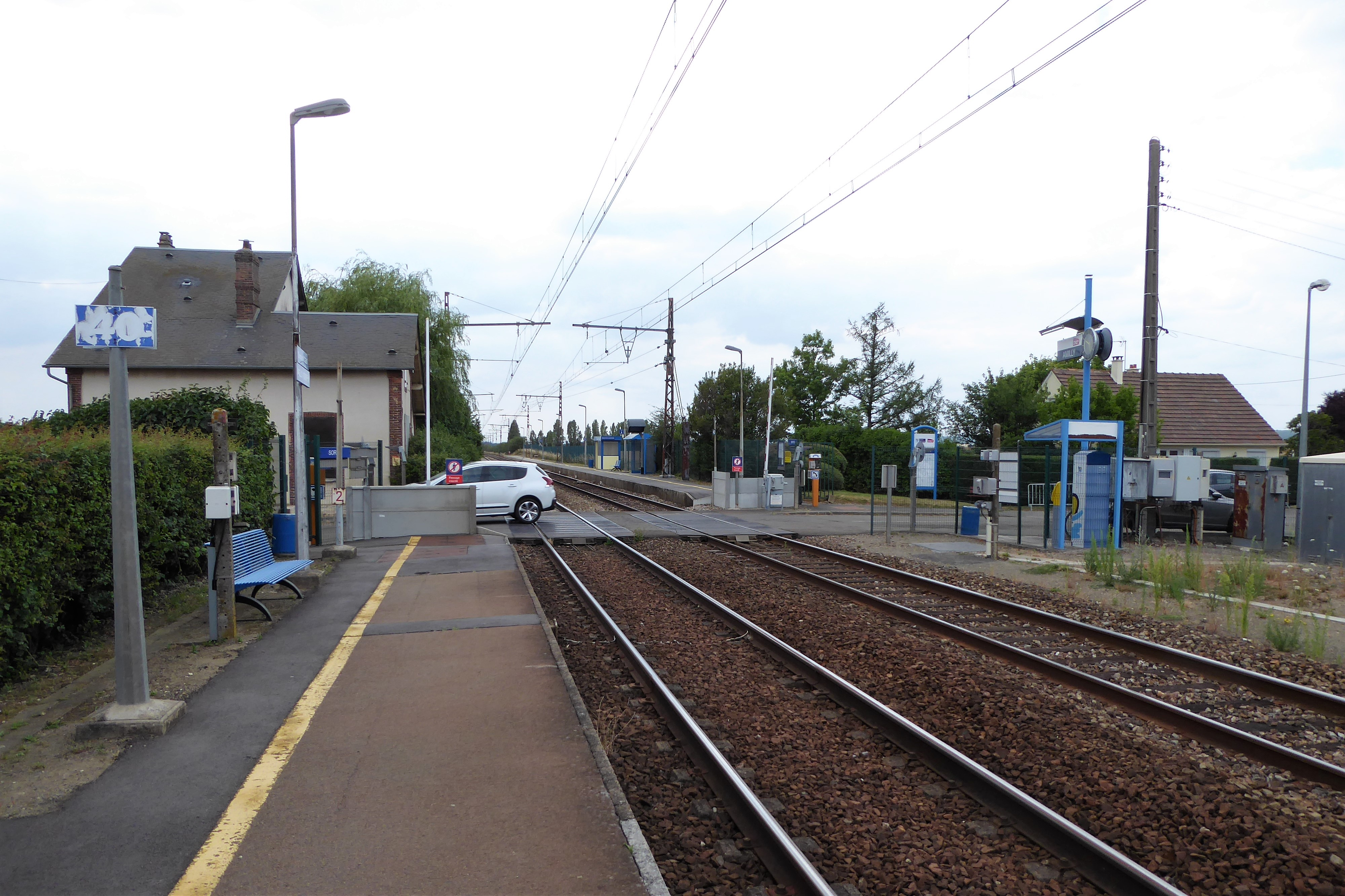
La gare d'Amilly-Ouerray.

#### Desserte ferroviaire
Amilly-Ouerray est desservie par les trains du réseau TER Centre-Val de Loire circulant entre Chartres et Nogent-le-Rotrou. La gare est desservie par 7,5 allers-retours par jour en semaine. Au-delà de Chartres, 3 allers-retours sont prolongés ou amorcés en gare de Paris-Montparnasse. Au-delà de Nogent-le-Rotrou, un aller-retour, appartenant alors à partir de cette gare au réseau TER Pays de la Loire, est prolongé ou amorcé en gare du Mans.
Cependant, le 27 octobre 2012, la gare est fermée au service des voyageurs à la suite d'un accident mortel survenu au passage à niveau jouxtant la gare. Sa réouverture, initialement programmée pour le 3 mars 2013, est repoussée et aucun train ne dessert la gare jusqu'au 14 décembre 2013.
Les trains desservent à nouveau la gare depuis fin 2013.

### Climat
Pour des articles plus généraux, voir Climat du Centre-Val de Loire et Climat d'Eure-et-Loir.
En 2010, le climat de la commune est de type climat océanique dégradé des plaines du Centre et du Nord, selon une étude du CNRS s'appuyant sur une série de données couvrant la période 1971-2000. En 2020, Météo-France publie une typologie des climats de la France métropolitaine dans laquelle la commune est exposée à un climat océanique altéré et est dans la région climatique Sud-ouest du bassin Parisien, caractérisée par une faible pluviométrie, notamment au printemps (120 à 150 mm) et un hiver froid (3,5 °C).
Pour la période 1971-2000, la température annuelle moyenne est de 10,5 °C, avec une amplitude thermique annuelle de 14,8 °C. Le cumul annuel moyen de précipitations est de 657 mm, avec 11 jours de précipitations en janvier et 7,7 jours en juillet. Pour la période 1991-2020, la température moyenne annuelle observée sur la station météorologique de Météo-France la plus proche, « Chartres », sur la commune de Champhol à 9 km à vol d'oiseau, est de 11,4 °C et le cumul annuel moyen de précipitations est de 606,1 mm,. Pour l'avenir, les paramètres climatiques de la commune estimés pour 2050 selon différents scénarios d'émission de gaz à effet de serre sont consultables sur un site dédié publié par Météo-France en novembre 2022.

## Urbanisme

### Typologie
Au 1er janvier 2024, Amilly est catégorisée bourg rural, selon la nouvelle grille communale de densité à 7 niveaux définie par l'Insee en 2022.
Elle est située hors unité urbaine. Par ailleurs la commune fait partie de l'aire d'attraction de Chartres, dont elle est une commune de la couronne,. Cette aire, qui regroupe 117 communes, est catégorisée dans les aires de 50 000 à moins de 200 000 habitants,.

### Occupation des sols
L'occupation des sols de la commune, telle qu'elle ressort de la base de données européenne d’occupation biophysique des sols Corine Land Cover (CLC), est marquée par l'importance des territoires agricoles (95 % en 2018), une proportion sensiblement équivalente à celle de 1990 (95,2 %). La répartition détaillée en 2018 est la suivante : 
terres arables (95 %), zones urbanisées (5 %), forêts (0,1 %). L'évolution de l’occupation des sols de la commune et de ses infrastructures peut être observée sur les différentes représentations cartographiques du territoire : la carte de Cassini (XVIIIe siècle), la carte d'état-major (1820-1866) et les cartes ou photos aériennes de l'IGN pour la période actuelle (1950 à aujourd'hui).

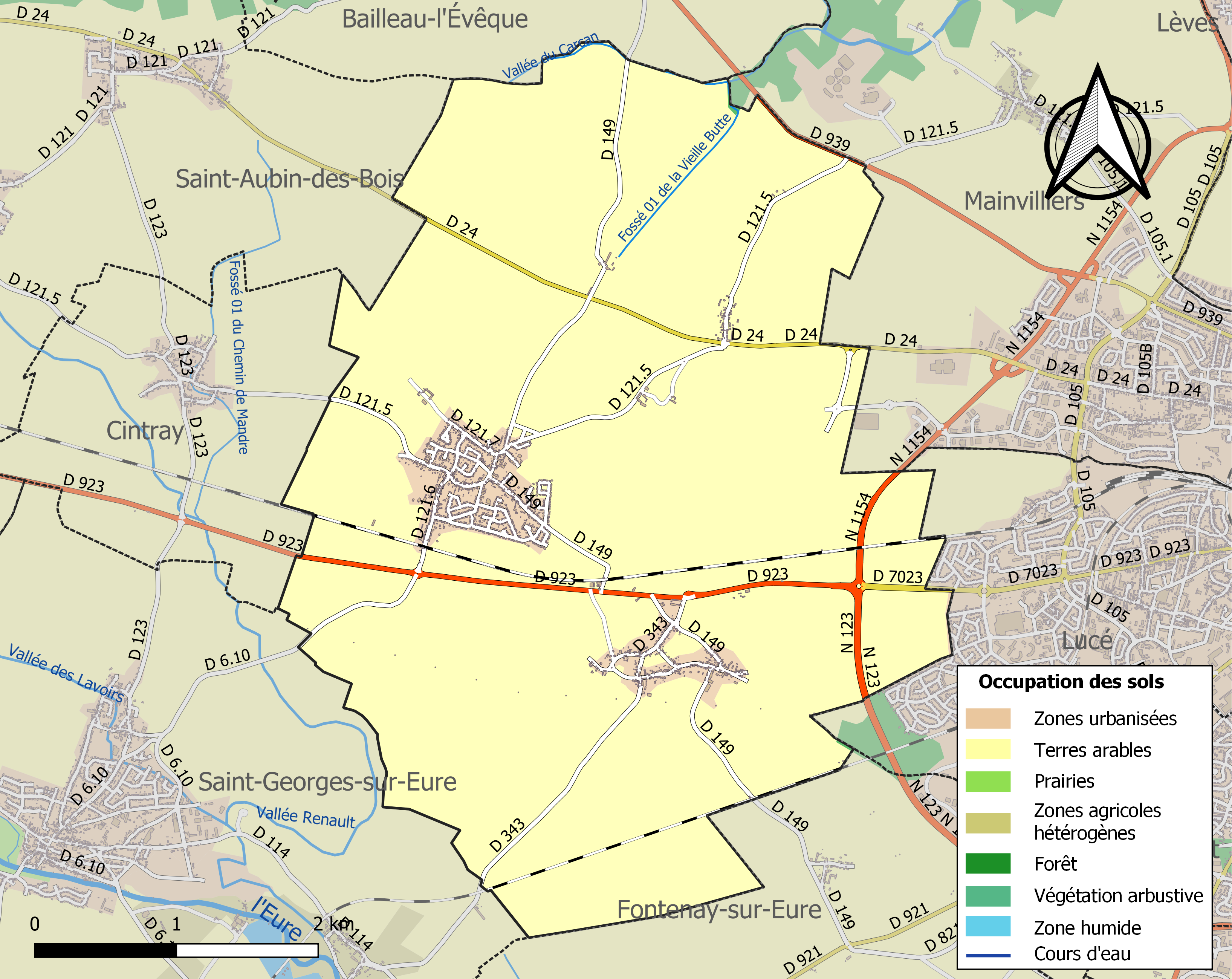
Carte des infrastructures et de l'occupation des sols de la commune en 2018 (CLC).

### Risques majeurs
Le territoire de la commune d'Amilly est vulnérable à différents aléas naturels : météorologiques (tempête, orage, neige, grand froid, canicule ou sécheresse), inondations, mouvements de terrains et séisme (sismicité très faible). Il est également exposé à un risque technologique, le transport de matières dangereuses. Un site publié par le BRGM permet d'évaluer simplement et rapidement les risques d'un bien localisé soit par son adresse soit par le numéro de sa parcelle.

#### Risques naturels
Certaines parties du territoire communal sont susceptibles d’être affectées par le risque d’inondation par débordement de cours d'eau et par ruissellement et coulée de boue, notamment La commune a été reconnue en état de catastrophe naturelle au titre des dommages causés par les inondations et coulées de boue survenues en 1999, 2000, 2001 et 2018,.

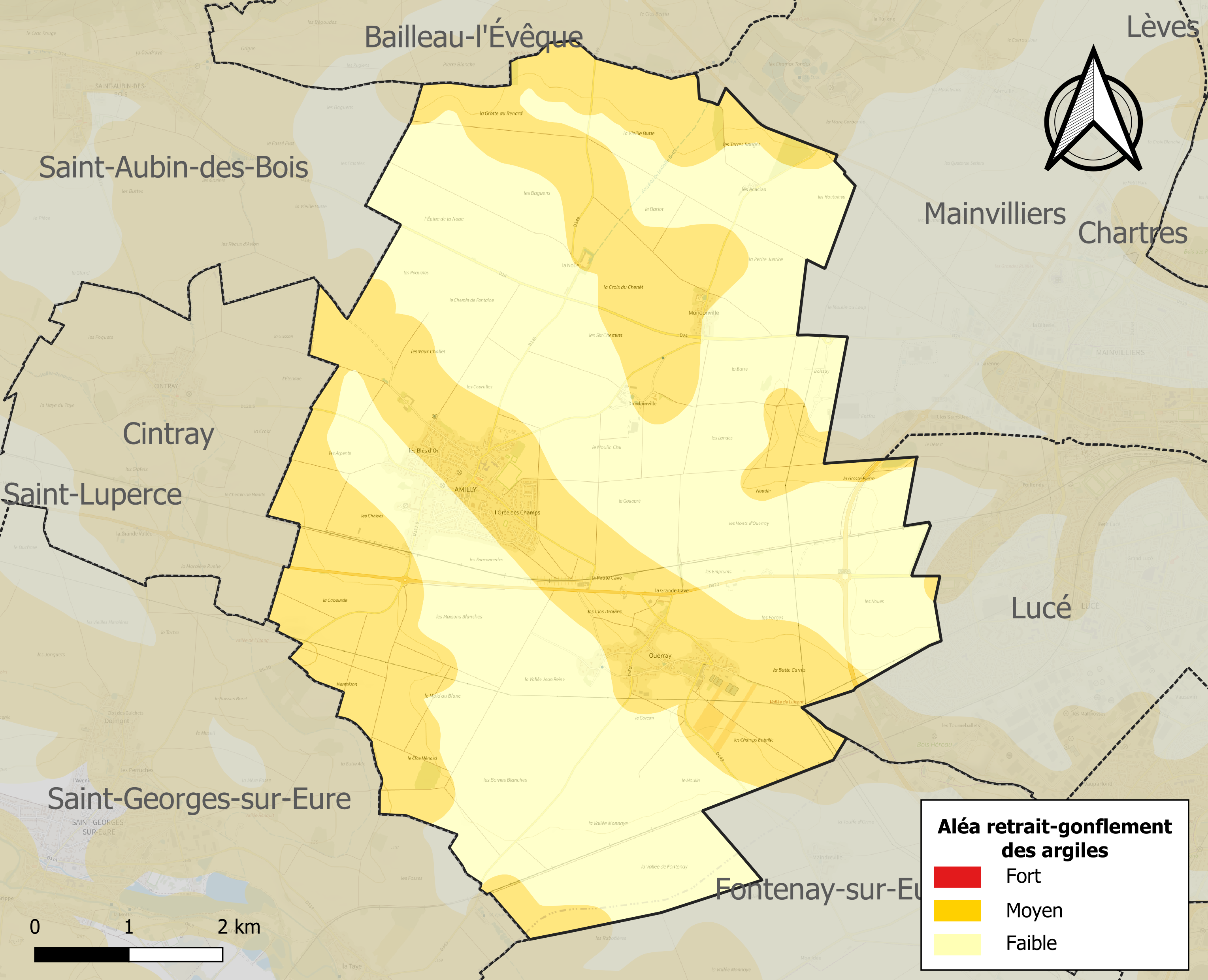
Carte des zones d'aléa retrait-gonflement des sols argileux d'Amilly.

Les mouvements de terrains susceptibles de se produire sur la commune sont des mouvements de sols liés à la présence d'argile, des affaissements et effondrements liés aux cavités souterraines (hors mines) et des effondrements généralisés. L'inventaire national des cavités souterraines permet de localiser celles situées sur la commune.
Le retrait-gonflement des sols argileux est susceptible d'engendrer des dommages importants aux bâtiments en cas d’alternance de périodes de sécheresse et de pluie. 42,9 % de la superficie communale est en aléa moyen ou fort (52,8 % au niveau départemental et 48,5 % au niveau national). Sur les 823 bâtiments dénombrés sur la commune en 2019, 578 sont en aléa moyen ou fort, soit 70 %, à comparer aux 70 % au niveau départemental et 54 % au niveau national. Une cartographie de l'exposition du territoire national au retrait gonflement des sols argileux est disponible sur le site du BRGM,.
Concernant les mouvements de terrains, la commune a été reconnue en état de catastrophe naturelle au titre des dommages causés par la sécheresse en 1989 et par des mouvements de terrain en 1999.

#### Risques technologiques
Le risque de transport de matières dangereuses sur la commune est lié à sa traversée par des infrastructures routières ou ferroviaires importantes ou la présence d'une canalisation de transport d'hydrocarbures. Un accident se produisant sur de telles infrastructures est en effet susceptible d’avoir des effets graves au bâti ou aux personnes jusqu’à 350 m, selon la nature du matériau transporté. Des dispositions d’urbanisme peuvent être préconisées en conséquence.

## Toponymie
Le nom de la localité est attesté sous une forme Amilli en 1120 dans le cartulaire de l'abbaye Notre-Dame de Josaphat. L'apparition de ce toponyme en 1230 dans une charte de l'abbaye de Saint-Chéron dans l'expression Amilliacum Villa permet de penser que ce toponyme dérive probablement d'un anthroponyme gallo-romain Aemilius, suivi du suffixe gaulois -acum.
Une forme ancienne du nom du hameau de Mondonville est attestée dans l'expression Mumdumvilla que est juxta Carnotensem villam en 1144.

## Histoire

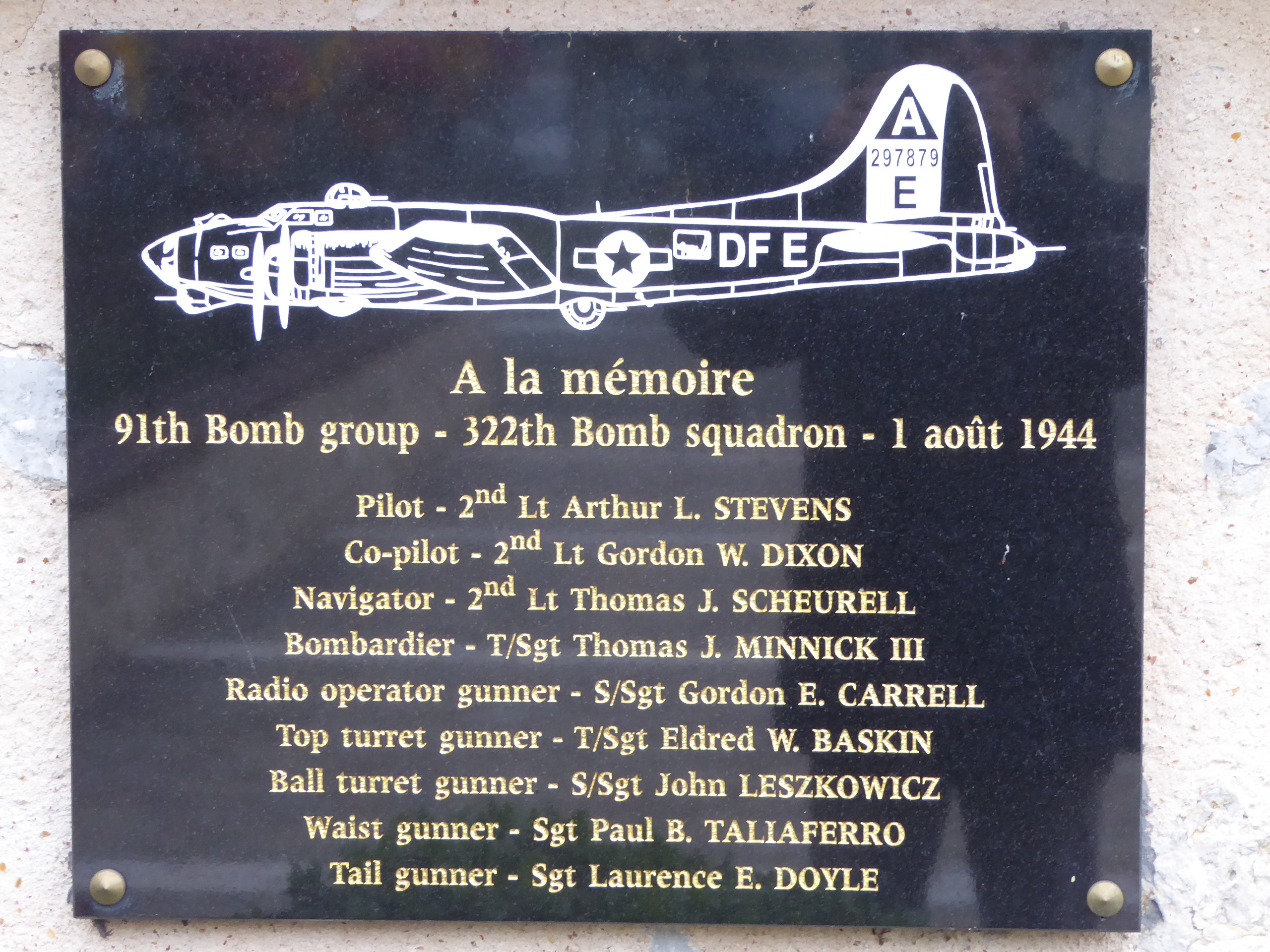
Plaque à la mémoire des aviateurs américains morts à Amilly le 1er août 1944.

### Antiquité
Les origines d'Amilly datent de l'époque romaine : le village s'appelait alors Amilliacum villa, c'est-à-dire domaine d'Amillius, le propriétaire terrien implanté ici. Une voie romaine traversait le bourg, elle reliait Chartres à Courville. Sous nos pieds se trouve un aqueduc romain qui, parti d'une source de Landelles, rejoignait les thermes de Chartres et la ville haute. Des vestiges ont été découverts sous l'hôtel de France, place des Épars. Ce conduit maçonné d'environ 1,60 m de hauteur se situe à environ 1 m de profondeur et traverse toute la commune en laissant son nom à deux hameaux : la Cave et le Croc. Il n'est malheureusement pas accessible.

### Époque contemporaine

#### XXesiècle
Le 1er août 1944, un Boeing B-17 abattu en bombardant la base aérienne 122 Chartres-Champhol s'écrase avec son équipage à Amilly.

## Politique et administration

### Liste des maires
| Période                                  | Période  | Identité                 | Étiquette | Qualité                             |
| ---------------------------------------- | -------- | ------------------------ | --------- | ----------------------------------- |
| Les données manquantes sont à compléter. |          |                          |           |                                     |
| 1800                                     | 1813     | Legrand Pierre           |           |                                     |
| 1813                                     | 1821     | Badreau Claude Nicolas   |           |                                     |
| 1821                                     | 1830     | Dauvilliers Nicolas      |           |                                     |
| 1830                                     | 1840     | Maillard Nicolas         |           |                                     |
| 1846                                     | 1854     | Badreau Jean-Claude      |           |                                     |
| 1854                                     | 1858     | Ouellard Augustin        |           |                                     |
| 1858                                     | 1865     | Beaupere Jean-Baptiste   |           |                                     |
| 1865                                     | 1870     | Desfeves François        |           |                                     |
| 1870                                     | 1874     | Madlene François         |           |                                     |
| 1874                                     | 1876     | Cochin Jean-François     |           |                                     |
| 1874                                     | 1876     | Roquillet Eugène         |           |                                     |
| 1876                                     | 1888     | Lecerf Elie              |           |                                     |
| 1888                                     | 1894     | Lamarre Ulcemère         |           |                                     |
| 1894                                     | 1898     | Desfeves Narcisse        |           |                                     |
| 1898                                     | 1900     | Breton Eugène            |           |                                     |
| 1900                                     | 1901     | Foure Georges            |           |                                     |
| 1901                                     | 1907     | Hazon Henri              |           |                                     |
| 1908                                     | 1922     | Roquillet Emile          |           |                                     |
| 1922                                     | 1925     | Bay Henri                |           |                                     |
| 1925                                     | 1933     | Huet Léonce              |           |                                     |
| 1933                                     | 1945     | Bay Henri                |           |                                     |
| 1945                                     | 1950     | Delaporte Paul           |           |                                     |
| 1950                                     | 1953     | Roquillet Maurice        |           |                                     |
| 1953                                     | 1977     | Bay Pierre               |           |                                     |
| 1977                                     | 2008     | Jean Menard              | DVD / SE  | Agriculteur                         |
| 2008                                     | En cours | Denis-Marc Sirot-Foreau, |           | Agriculteur sur grande exploitation |

## Population et société

### Démographie
L'évolution du nombre d'habitants est connue à travers les recensements de la population effectués dans la commune depuis 1793. Pour les communes de moins de 10 000 habitants, une enquête de recensement portant sur toute la population est réalisée tous les cinq ans, les populations de référence des années intermédiaires étant quant à elles estimées par interpolation ou extrapolation. Pour la commune, le premier recensement exhaustif entrant dans le cadre du nouveau dispositif a été réalisé en 2004.

En 2022, la commune comptait 1 823 habitants, en évolution de −1,46 % par rapport à 2016 (Eure-et-Loir : −0,23 %, France hors Mayotte : +2,11 %).
| 1793 | 1800 | 1806 | 1821 | 1831 | 1836 | 1841 | 1846 | 1851 |
| ---- | ---- | ---- | ---- | ---- | ---- | ---- | ---- | ---- |
| 390  | 408  | 409  | 381  | 365  | 390  | 382  | 404  | 416  |

| 1856 | 1861 | 1866 | 1872 | 1876 | 1881 | 1886 | 1891 | 1896 |
| ---- | ---- | ---- | ---- | ---- | ---- | ---- | ---- | ---- |
| 431  | 420  | 410  | 393  | 392  | 383  | 366  | 355  | 346  |

| 1901 | 1906 | 1911 | 1921 | 1926 | 1931 | 1936 | 1946 | 1954 |
| ---- | ---- | ---- | ---- | ---- | ---- | ---- | ---- | ---- |
| 333  | 355  | 346  | 368  | 401  | 381  | 354  | 433  | 420  |

| 1962 | 1968 | 1975  | 1982  | 1990  | 1999  | 2004  | 2006  | 2009  |
| ---- | ---- | ----- | ----- | ----- | ----- | ----- | ----- | ----- |
| 554  | 676  | 1 168 | 1 779 | 2 098 | 1 958 | 1 942 | 1 904 | 1 885 |

| 2014  | 2019  | 2022  | - | - | - | - | - | - |
| ----- | ----- | ----- | - | - | - | - | - | - |
| 1 843 | 1 825 | 1 823 | - | - | - | - | - | - |

### Enseignement
- École maternelle : les Petits Épis ;
- École élémentaire : la Martinerie.

## Culture locale et patrimoine

### Lieux et monuments
La commune a adhéré en 2002 à l'association Terre de Beauce, chargée de faire connaître le patrimoine d'Eure-et-Loir.

#### Église Saint-Pierre-et-Saint-Paul
- La nef est du XIIe siècle, son chœur est du XIIIe siècle remanié au XVe siècle, les fonts baptismaux du XVIIIe siècle.
- Les bancs clos du XVIIIe siècle sont remarquables, de même que les boiseries et surtout les fameuses peintures polychromes médiévales (le Dit des trois Morts et des trois Vifs) mises au jour lors de la restauration de 1999.
- Les vitraux sont du XIXe et XXe siècles, à l'exception du vitrail en grisaille derrière le retable et de 2 fragments dans les lancettes  de la fenêtre nord qui représentant 2 anges sur fond bleu de Chartres datés du XVIe siècle[30].

L'église Saint-Pierre-et-Saint-Paul
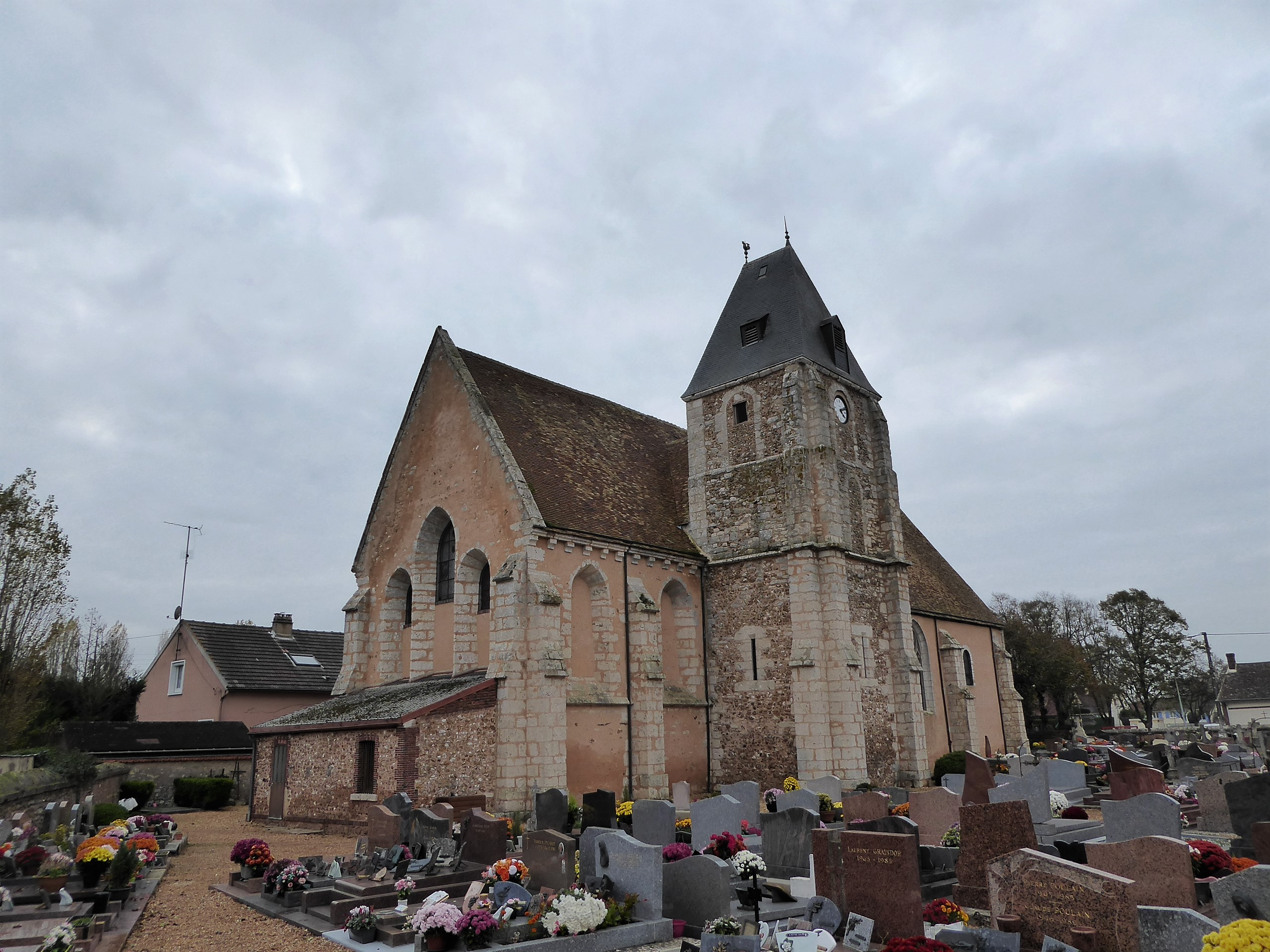
L'église entourée de son cimetière.
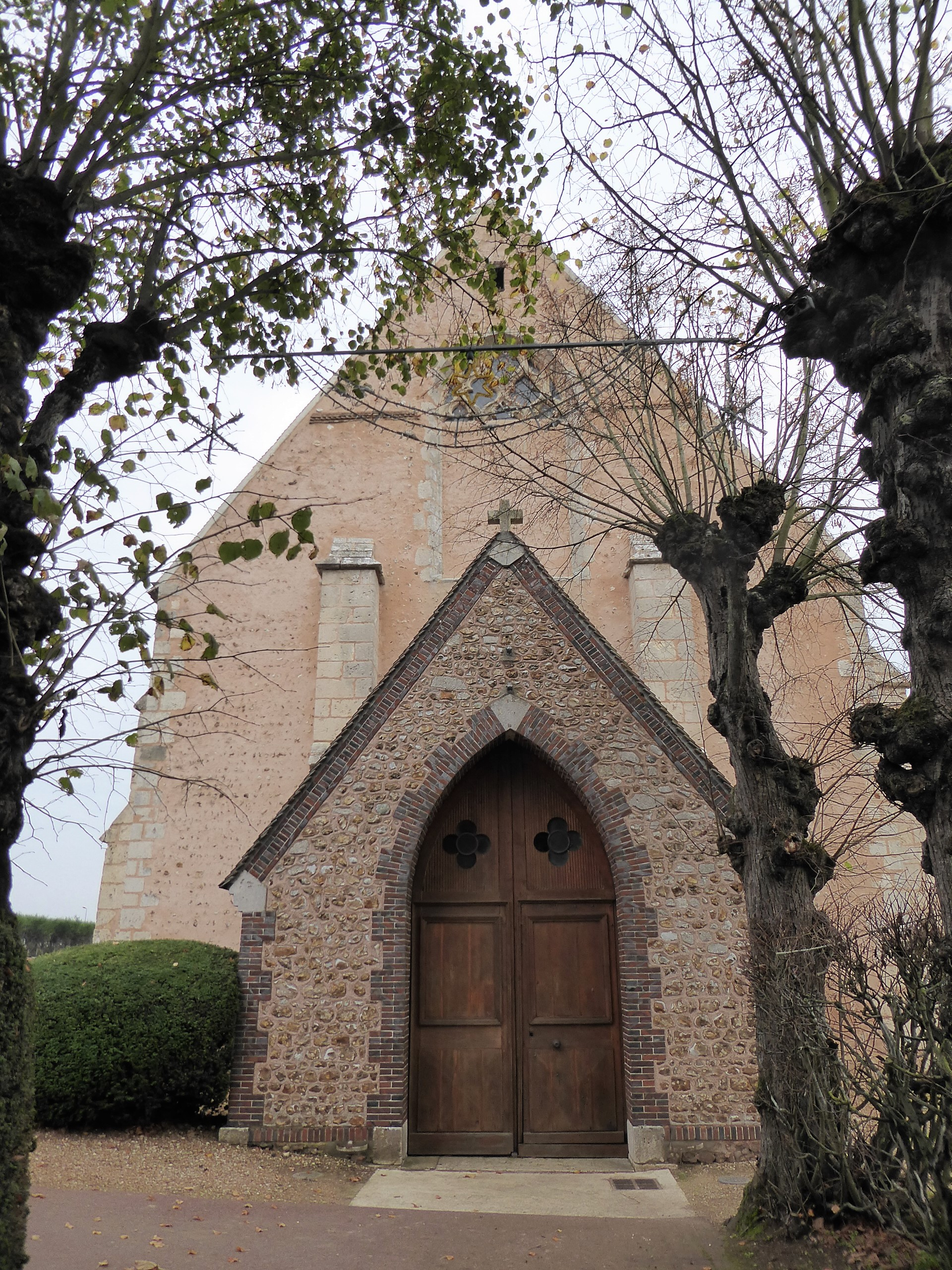
Entrée de la façade ouest.
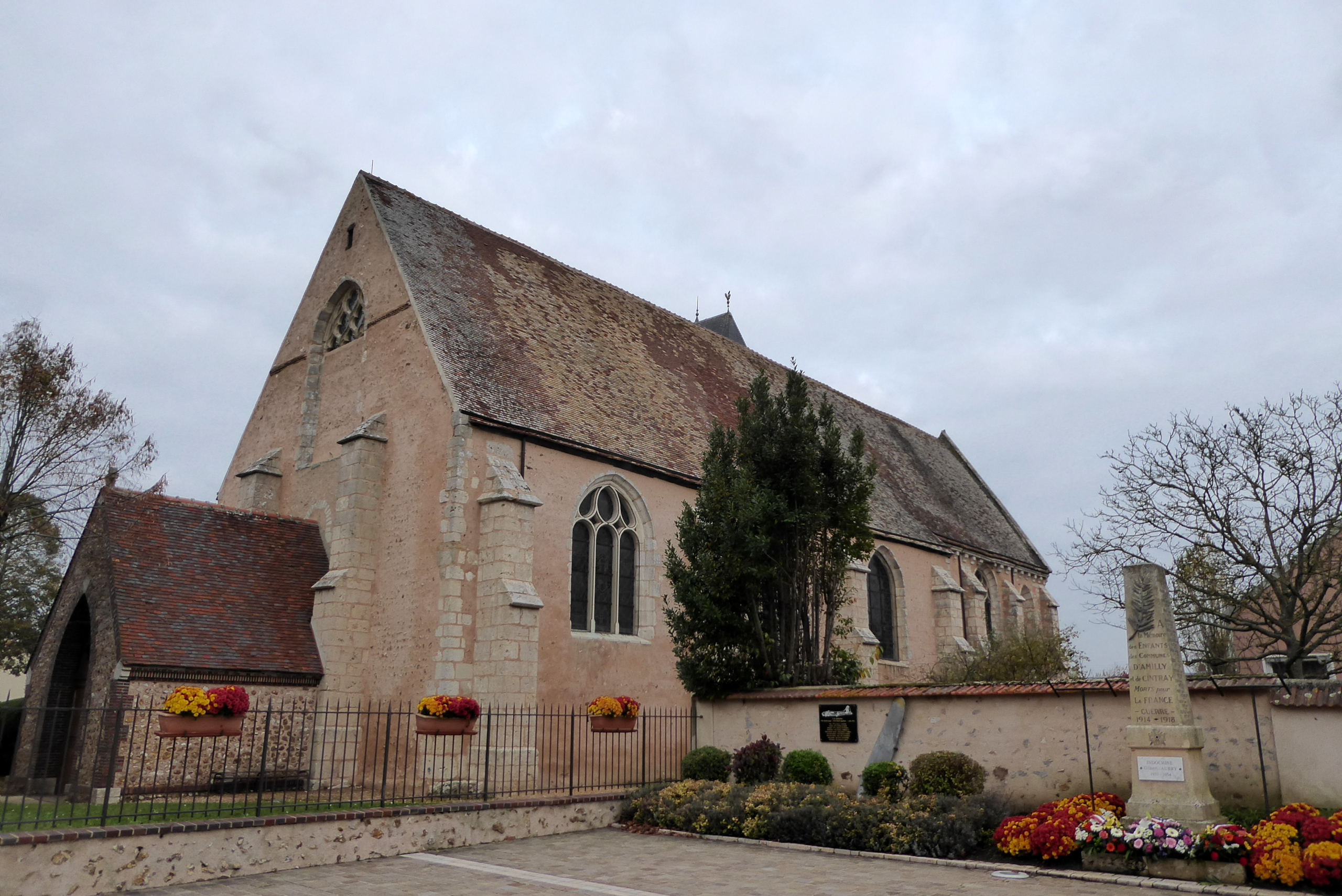
Façade ouest et son porche-caquetoire, mur sud.

#### Autres lieux et monuments
- Le monument aux morts, édifié en commun avec Cintray, commémorant notamment la chute d'un bombardier allié le 1er août 1944 ;
- Le château de Dondainville[31] ;
- Le canal.

Lieux et monuments d'Amilly
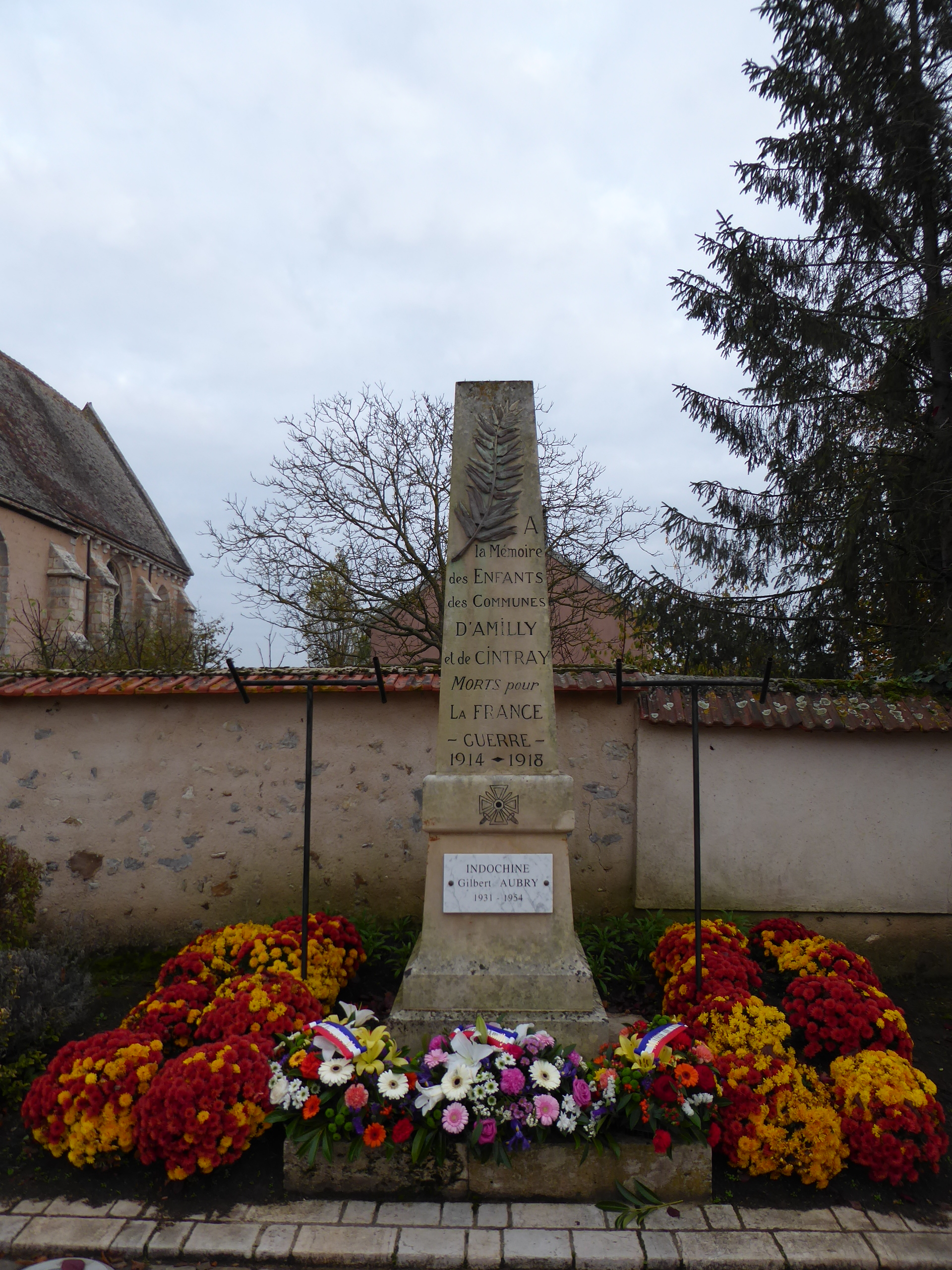
Le monument aux morts d'Amilly-Cintray.
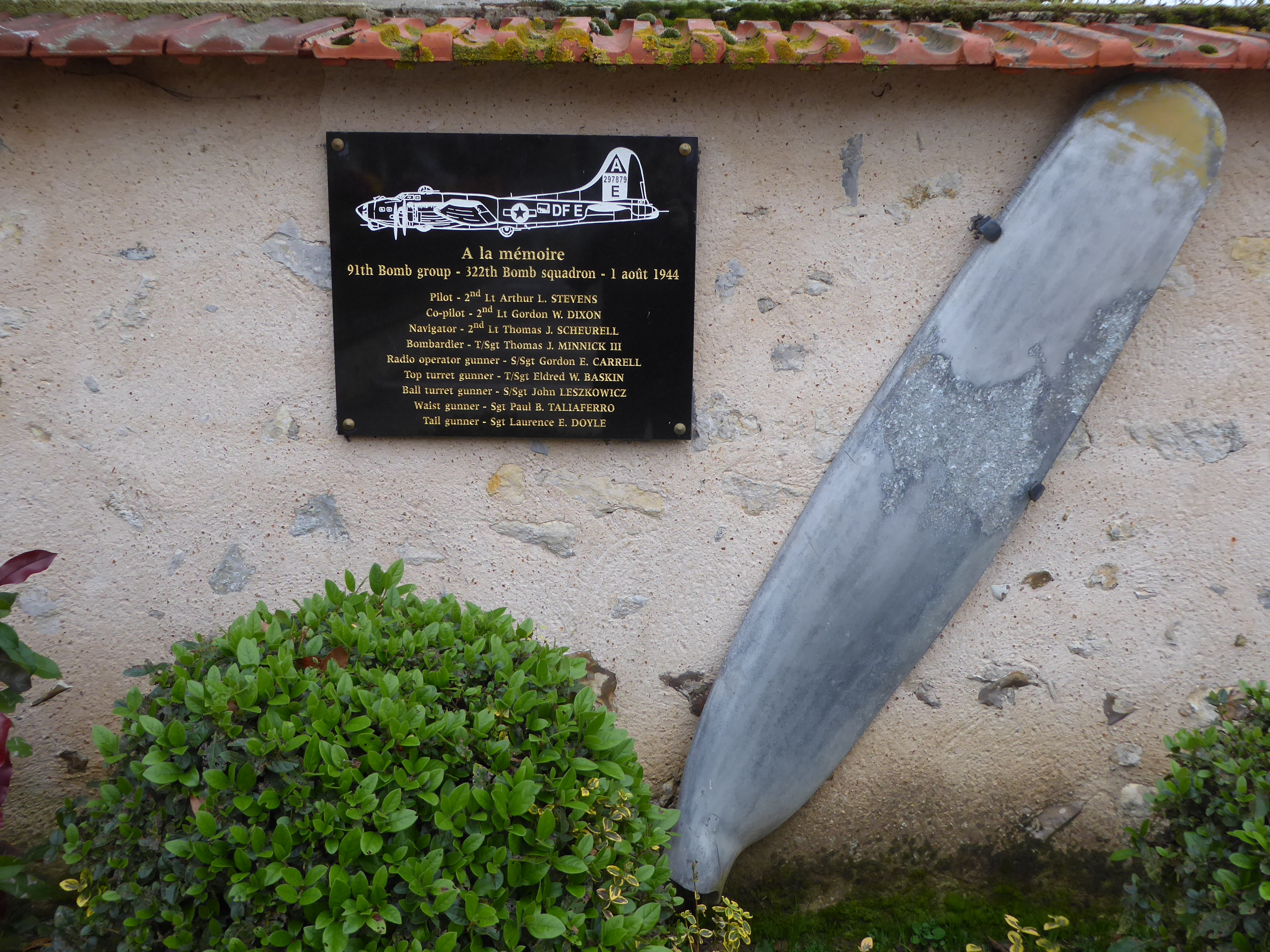
Monument aux 9 aviateurs américains morts le 1er août 1944.
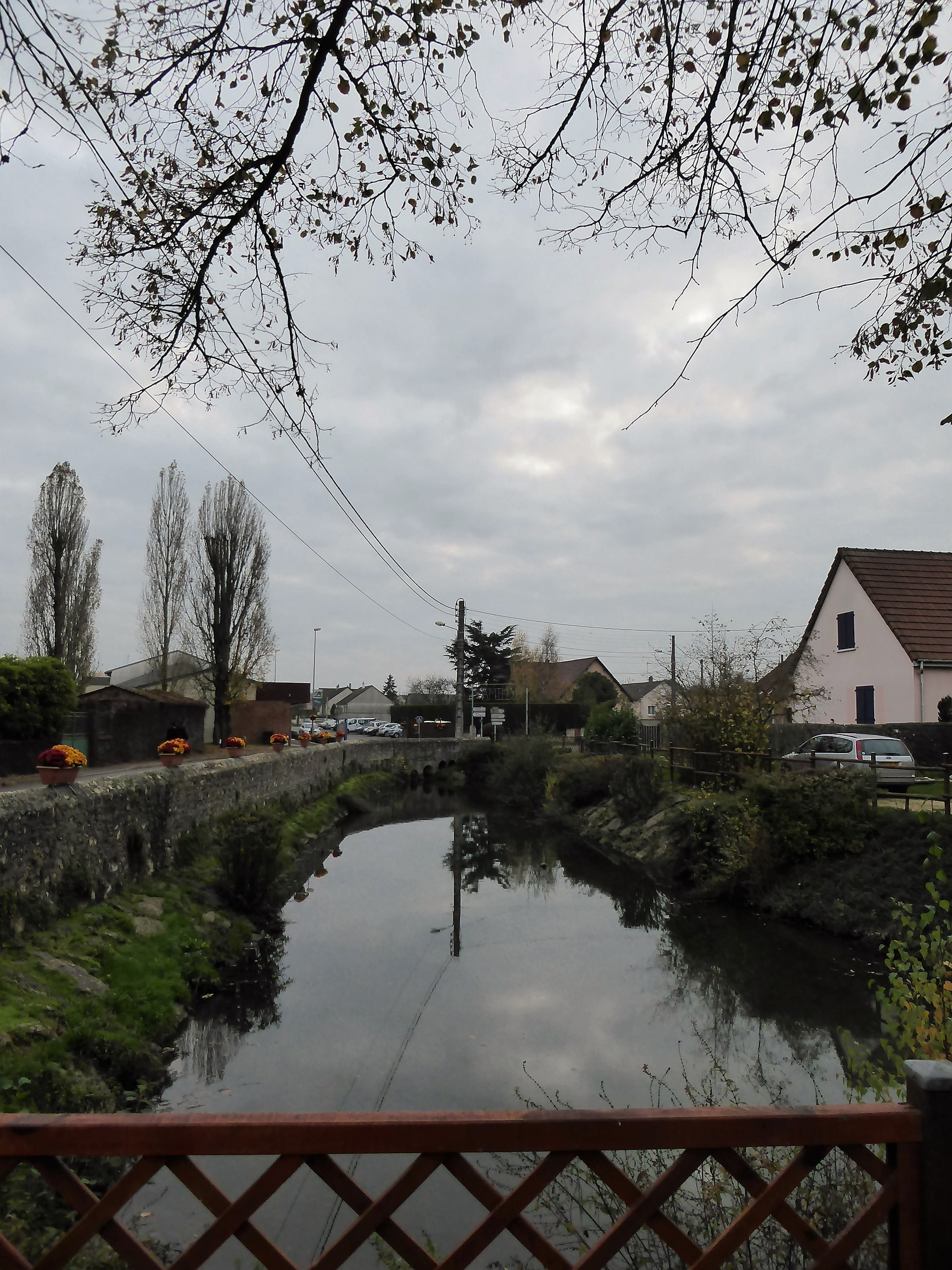
Le canal.

### Personnalités liées à la commune

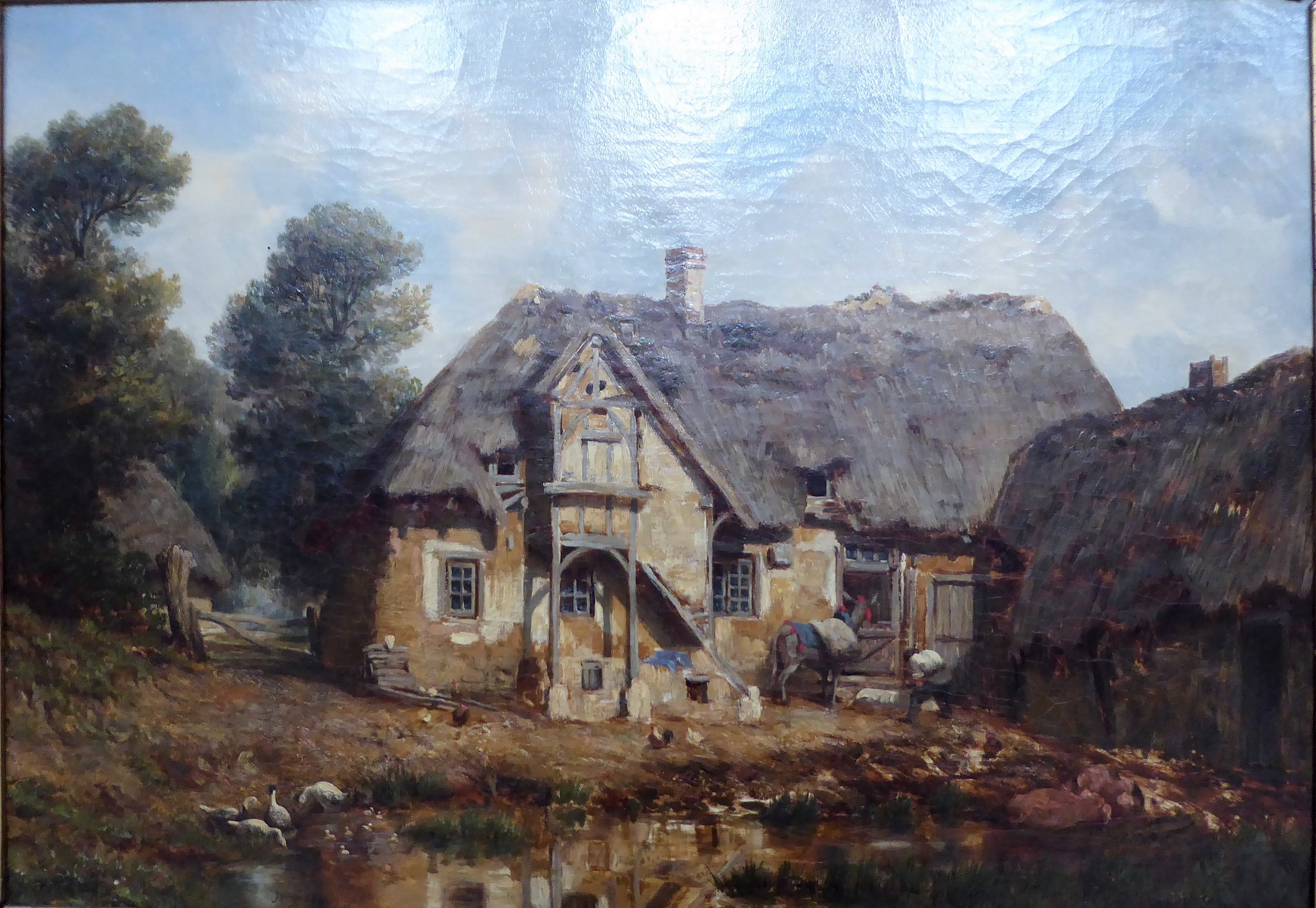
Une ferme à Ouerray (1844), huile sur toile, musée des Beaux-Arts de Chartres.

- Alexandre Ségé (1819-1885), peintre et graveur français, a réalisé en 1844 deux toiles représentant le hameau d'Ouerray : Une ferme à Ouerray et Intérieur de ferme à "Voiray" (environs de Chartres).